# 김수용 (1961년)
김수용(金水龍, 김수룡, 1961년 7월 22일 ~ )은 대한민국의 제5·7대 부산광역시의원이었다.

## 학력
- 부암국민학교 졸업
- 개성중학교 졸업
- 동래상업고등학교 졸업
- 동아대학교 교육학과 학사 졸업

### 비학위 수료
- 동아대학교 교육대학원(교육방법 관련 연구) 교육학 석사 졸업
- 경상대학교 교육대학원 교육학 박사 과정 수료

## 경력
- 사단법인 부산진구 청년연합회 회장
- 부산광역시 산업재해 장애인협회 자문위원
- 부산진구 장학회 이사장
- 동의대학교 교육학과 겸임교수
- 경남대학교 교육학과 특임강사
- 한나라당 부산광역시 부산진구 갑 지구당 청년부 부장
- 한나라당 부산광역시 부산진구 갑 지구당 운영위원
- 한나라당 부산광역시당 홍보위원회 수석 부위원장
- 한나라당 중앙상무위원
- 동평중학교 운영위원회 위원장
- 동평중학교 운영위원회 부위원장
- 부산진구 청년연합회 회장
- 부산진구 생활체육회 이사
- 양정현대유치원 이사장
- 2008.06 ~ 2010.06 제5대 부산광역시의회 의원
- 2008.06 ~ 2008.07 제5대 부산광역시의회 전반기 해양도시위원회 위원
- 2008.07 ~ 2010.06 제5대 부산광역시의회 후반기 해양도시위원회 위원
- 2008.07 ~ 2010.06 제5대 부산광역시의회 후반기 예산결산특별위원회 위원
- 2015.10 ~ 2018.06 제7대 부산광역시의회 의원
- 2015.10 ~ 2016.07 제7대 부산광역시의회 전반기 복지환경위원회 위원
- 2016.07 ~ 2018.06 제7대 부산광역시의회 후반기 복지환경위원회 위원
- 2016.07 ~ 2018.06 제7대 부산광역시의회 후반기 예산결산특별위원회 위원장

## 역대 선거 결과
|  | 37.77% |

|  | 14.18% |

|  | 29.95% |

|  | 28.72% |

|  | 60.19% |

|  | 39.02% |

|  | 8.03% |